# Giovanni I Giuseppe del Liechtenstein
Giovanni I Giuseppe del Liechtenstein (Vienna, 26 o 27 giugno 1760 – Vienna, 20 aprile 1836) è stato principe del Liechtenstein dal 1805 al 1836.

## Biografia

### Infanzia
Fu l'ultimo Principe a governare il territorio del Liechtenstein nel Sacro Romano Impero dal 1805 al 1806, ma fu anche reggente dello stato dal 1806 al 1814. Egli era il secondo figlio del Principe Francesco Giuseppe I del Liechtenstein.

### Carriera militare
Giovanni I Giuseppe scelse di intraprendere la carriera militare a 22 anni, nel 1782, ed entrò nell'esercito come Luogotenente. Divenne tenente del reggimento corazzieri dell'esercito dell'Impero austriaco e nel 1787 ricevette il grado di maggiore. Per un anno militò in un altro reggimento Dragoni, quindi si associò a un reggimento di cavalleria leggera e prese parte alle operazioni contro i Turchi sui Balcani; per la sua audacia e i suoi successi militari venne promosso comandante di reggimento. Giovanni I Giuseppe fu determinante però nelle operazioni militari delle Guerre napoleoniche, durante le quali venne promosso a Feldmaresciallo e gli venne affidato il supremo comando dell'esercito austriaco. Ricevette il comando di un reggimento combinato sul terreno olandese, reso più forte da numerose compagnie di mercenari; nel 1794, grazie ai progressi dell'armata del Reno, divenne Generale di divisione.
Collaborò con le truppe russe nella campagna in Italia del 1799 e, in qualità di comandante di cavalleria, ebbe un ruolo rilevante nella battaglia della Trebbia, garantendo la vittoria agli alleati; inoltre, si distinse nelle operazioni vicino a Novi e Kopi e fu nominato tenente feldmaresciallo.

### Matrimonio
Nel 1792, sposò la langravia Giuseppa di Fürstenberg-Weitra (1776 - 1848), figlia del langravio Joachim Egon di Fürstenberg-Weitra (1749–1828) e della contessa Sophia Maria di Oettingen-Wallerstein. La coppia ebbe 15 eredi.

### Battaglia di Austerlitz

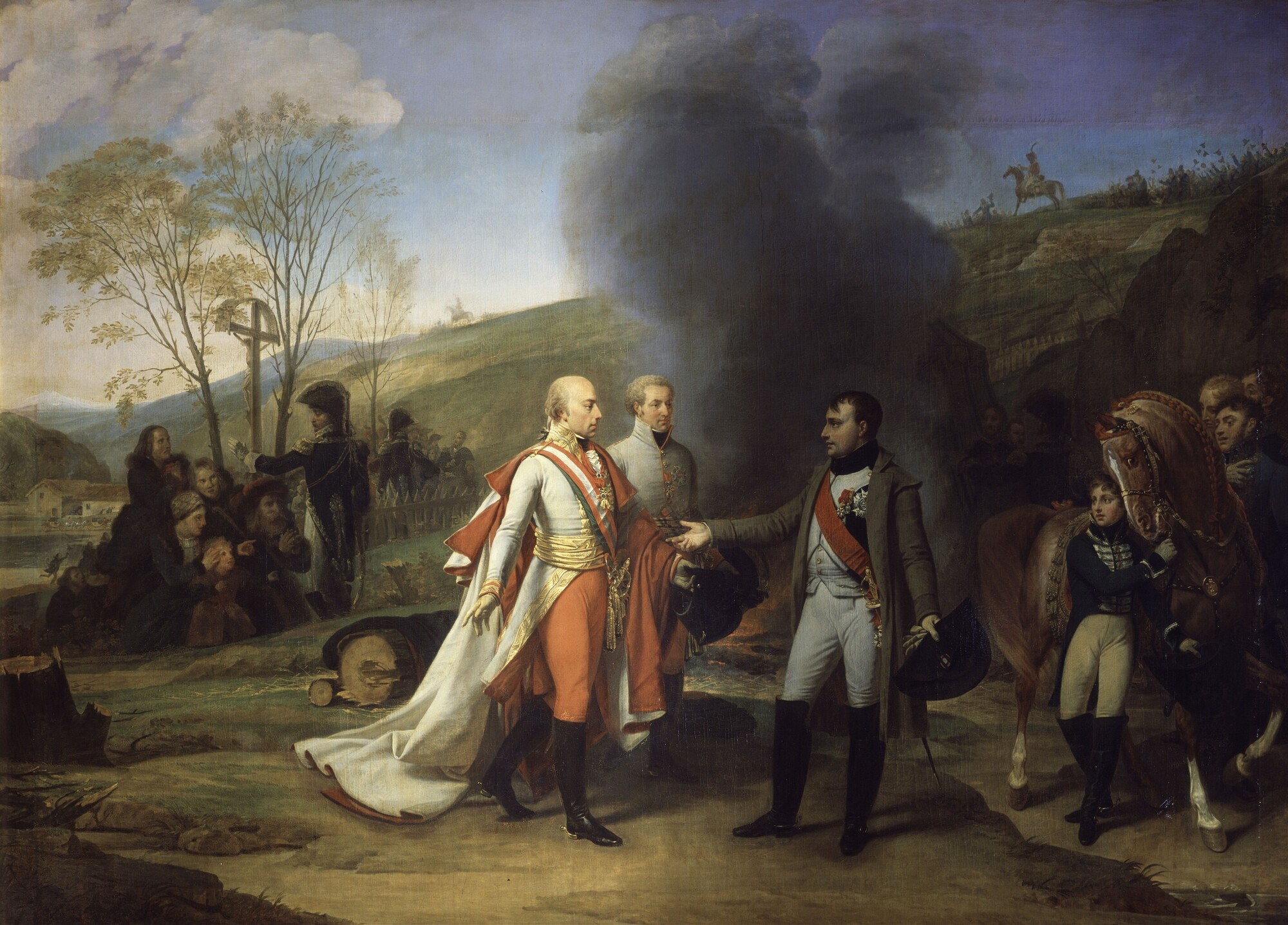
Napoleone Bonaparte, Franscesco II d'Asburgo e Giovanni I Giuseppe del Liechtenstein ad Austerlitz di Antoine-Jean Gros, 1812

Nella campagna del 1800, dopo la sconfitta degli austriaci vicino a Hohenlinden, fu al comando della retroguardia di cavalleria, quindi fu posto a capo dei corpi di riserva e sconfisse il generale Lecurb. Egli comandò le forze austriache nella Battaglia di Austerlitz. Dopo la sconfitta, venne incaricato di gestire i concordati di pace con Napoleone concludendo la Pace di Presburgo (1805) e la Pace di Schönbrunn (1809). Nel 1808 divenne generale di cavalleria e nel 1809 fu promosso feldmaresciallo. Sempre al comando dei corpi d'armata, si distinse ad Aspern e Wagram e si conquistò il soprannome di "Primo soldato". Ma i trattati da lui stipulati furono molto favorevoli a Napoleone e accettati molto a malincuore dall'Austria, Giovanni I Giuseppe venne accusato di disporre di poche capacità diplomatiche e scappò dal criticismo diffusosi rassegnando le proprie dimissioni dalla carriera militare nel 1810.

### Principe del Liechtenstein
Come Principe del Liechtenstein, Giovanni I Giuseppe compì numerose riforme avanzate per i suoi tempo, ma mantenne in tutti i suoi anni di reggenza una forma di governo illuminato ma assolutista. Nel 1818 egli concesse una costituzione, anche se questa si mostrava estremamente limitata nella sua natura. Egli contribuì all'espansione dell'agricoltura ed il mantenimento delle foreste, tentando di riorganizzare radicalmente l'amministrazione dello stato di modo da ottenere i requisiti per fare del Liechtenstein uno stato moderno.
Si gettò anche nel campo dell'arte del giardinaggio, realizzando splendidi giardini in stile Biedermeier e parchi all'inglese.
Nel 1806 Napoleone incorporò il Liechtenstein nella Confederazione del Reno e lo rese uno stato sovrano. Al Congresso di Vienna la sovranità del Liechtenstein venne riconosciuta. Il Liechtenstein divenne quindi membro della Confederazione tedesca nel 1815 e anche questa confederazione riconobbe la sovranità del Principato.

### Morte
Il Principe morì il a Vienna il 20 aprile 1836.

## Discendenza
Il Principe e Giuseppa di Fürstenberg-Weitra ebbero quindici figli:
- Principessa Leopoldina (Vienna, 11 settembre 1793 – Vienna, 28 luglio 1808).
- Principessa Carolina (Vienna, 2 febbraio 1795 – morta nell'infanzia).
- Luigi II, Principe di Liechtenstein (1796–1858).
- Principessa Sofia (Vienna, 5 settembre 1798 – Vienna, 27 giugno 1869), sposò a Vienna il 4 agosto 1817 Vincenz, Graf Esterházy von Galántha (Presburgo, 25 ottobre 1787 – Eisgrub, 19 ottobre 1835)[3] senza fligli, dama di compagnia dell'imperatrice Elisabetta d'Austria.
- Principessa Giuseppa (Vienna, 11 gennaio 1800 – Vienna, 14 giugno 1884), nubile e senza figli.
- Principe Francesco di Paola (1802–1887), sposò la Contessa Julia Potocka-Piława ed ebbe figli. Il suo bisnipote diventò il Principe Francesco Giuseppe II.
- Principe Carlo Giovanni (1803–1871), sposò Rosalie d'Hemricourt, Contessa di Grüne, ed ebbe figli.
- Principessa Clotilde (Vienna, 19 agosto 1804 – Vienna, 27 gennaio 1807).
- Principessa Enrichetta (Vienna, 1º aprile 1806 – Ischl, 15 giugno 1886), sposò a Vienna il 1º ottobre 1825 Joseph Graf Hunyady von Kéthely (Vienna, 13 gennaio 1801 – Vienna, 9 marzo 1869), ed ebbe figli.
- Principe Federico Adalberto (Vienna, 22 settembre 1807 – Vienna, 1º maggio 1885), 1018 ° Cavaliere dell'Ordine del Toson d'oro in Austria, sposò il 15 settembre 1848 il soprano Sofia Löwe (Oldenburg, 24 maggio 1815 – Buda, 28 novembre 1866), senza figli
- Principe Edoardo Francesco (1809–1864), sposò la Contessa Honoria Choloniowa-Choloniewska ed ebbe figli.
- Principe Augusto (Vienna, 22 aprile 1810 – Vienna, 27 maggio 1824).
- Principessa Ida (Eisgrub, Moravia, 12 settembre 1811 – Vienna, 27 giugno 1884), Dama della Corte Imperiale, Dama dell'Ordine della Croce stellata, sposò a Vienna il 30 luglio 1832 Karl, IV Fürst Paar, Freiherr auf Hartberg und Krottenstein (Brieg, Slesia, 6 gennaio 1806 – Vienna, 17 gennaio 1881), Gran Maestro Ereditario di Posta della Corte Imperiale,[4] ebbe fligli.
- Principe Rodolfo (Vienna, 5 ottobre 1816 – Vicenza, 19 giugno 1848), celibe e senza figli.

## Ascendenza
|                                                   |                            |                                                                    | Genitori                                               |  |  | Nonni |  |  | Bisnonni                         |  |  | Trisnonni                      |  |
|                                                   |                            |                                                                    |                                                        |  |  |       |  |  | Filippo Erasmo del Liechtenstein |  |  | Hartmann III del Liechtenstein |  |
|                                                   |                            |                                                                    |                                                        |  |  |       |  |  | Filippo Erasmo del Liechtenstein |  |  | Hartmann III del Liechtenstein |  |
|                                                   |                            | Sidonia Elisabetta di Salm-Reifferscheidt                          |                                                        |  |  |       |  |  | Filippo Erasmo del Liechtenstein |  |  |                                |  |
| Emanuele del Liechtenstein                        |                            |                                                                    |                                                        |  |  |       |  |  | Filippo Erasmo del Liechtenstein |  |  |                                |  |
|                                                   |                            | Cristina Teresa di Löwenstein-Wertheim-Rochefort                   | Ferdinando Carlo di Löwenstein-Wertheim-Rochefort      |  |  |       |  |  |                                  |  |  |                                |  |
|                                                   |                            | Cristina Teresa di Löwenstein-Wertheim-Rochefort                   | Ferdinando Carlo di Löwenstein-Wertheim-Rochefort      |  |  |       |  |  |                                  |  |  |                                |  |
|                                                   |                            | Cristina Teresa di Löwenstein-Wertheim-Rochefort                   | Anna Maria zu Fürstenberg-Heiligenberg                 |  |  |       |  |  |                                  |  |  |                                |  |
| Francesco Giuseppe I del Liechtenstein            |                            | Cristina Teresa di Löwenstein-Wertheim-Rochefort                   |                                                        |  |  |       |  |  |                                  |  |  |                                |  |
|                                                   |                            | Carlo Magnus di Dietrichstein-Weichselstädt                        | Francesco Antonio Adamo di Dietrichstein-Weichselstädt |  |  |       |  |  |                                  |  |  |                                |  |
|                                                   |                            | Carlo Magnus di Dietrichstein-Weichselstädt                        | Francesco Antonio Adamo di Dietrichstein-Weichselstädt |  |  |       |  |  |                                  |  |  |                                |  |
|                                                   |                            | Carlo Magnus di Dietrichstein-Weichselstädt                        | Maria Rosina von Trauttmansdorff                       |  |  |       |  |  |                                  |  |  |                                |  |
| Maria Anna Antonia di Dietrichstein-Weichselstädt |                            | Carlo Magnus di Dietrichstein-Weichselstädt                        |                                                        |  |  |       |  |  |                                  |  |  |                                |  |
|                                                   |                            | Maria Theresia von Trauttmansdorff-Weinsberg                       | Georg Sigismund von Trauttmansdorff-Weinsberg          |  |  |       |  |  |                                  |  |  |                                |  |
|                                                   |                            | Maria Theresia von Trauttmansdorff-Weinsberg                       | Georg Sigismund von Trauttmansdorff-Weinsberg          |  |  |       |  |  |                                  |  |  |                                |  |
|                                                   |                            | Maria Theresia von Trauttmansdorff-Weinsberg                       | Cäcilia Renata von Wildenstein                         |  |  |       |  |  |                                  |  |  |                                |  |
| Giovanni I Giuseppe del Liechtenstein             |                            | Maria Theresia von Trauttmansdorff-Weinsberg                       |                                                        |  |  |       |  |  |                                  |  |  |                                |  |
|                                                   | Franz Damian von Sternberg | Ulrich Adolf Vratislav von Sternberg                               |                                                        |  |  |       |  |  |                                  |  |  |                                |  |
|                                                   | Franz Damian von Sternberg | Ulrich Adolf Vratislav von Sternberg                               |                                                        |  |  |       |  |  |                                  |  |  |                                |  |
|                                                   | Franz Damian von Sternberg | Anna Lucia Slavatovna Slavata von Chlum und Koschumberg            |                                                        |  |  |       |  |  |                                  |  |  |                                |  |
| Franz Philipp von Sternberg                       | Franz Damian von Sternberg |                                                                    |                                                        |  |  |       |  |  |                                  |  |  |                                |  |
|                                                   |                            | Marie Josefa von Trauttmansdorff-Weinsberg                         | Johann Fridrich Ludwig von Trauttmansdorff-Weinsberg   |  |  |       |  |  |                                  |  |  |                                |  |
|                                                   |                            | Marie Josefa von Trauttmansdorff-Weinsberg                         | Johann Fridrich Ludwig von Trauttmansdorff-Weinsberg   |  |  |       |  |  |                                  |  |  |                                |  |
|                                                   |                            | Marie Josefa von Trauttmansdorff-Weinsberg                         | Marie Eleonora Holická von Sternberg                   |  |  |       |  |  |                                  |  |  |                                |  |
| Leopoldina di Sternberg                           |                            | Marie Josefa von Trauttmansdorff-Weinsberg                         |                                                        |  |  |       |  |  |                                  |  |  |                                |  |
|                                                   |                            | Konrad Sigismund Anton von Starhemberg                             | Franz Ottokar von Starhemberg                          |  |  |       |  |  |                                  |  |  |                                |  |
|                                                   |                            | Konrad Sigismund Anton von Starhemberg                             | Franz Ottokar von Starhemberg                          |  |  |       |  |  |                                  |  |  |                                |  |
|                                                   |                            | Konrad Sigismund Anton von Starhemberg                             | Clara Cäcilia von Rindsmaul                            |  |  |       |  |  |                                  |  |  |                                |  |
| Maria Leopoldina di Starhemberg                   |                            | Konrad Sigismund Anton von Starhemberg                             |                                                        |  |  |       |  |  |                                  |  |  |                                |  |
|                                                   |                            | Maria Leopoldine Elisabeth Renate zu Löwenstein-Wertheim-Rochefort | Maximilian Karl zu Löwenstein-Wertheim-Rochefort       |  |  |       |  |  |                                  |  |  |                                |  |
|                                                   |                            | Maria Leopoldine Elisabeth Renate zu Löwenstein-Wertheim-Rochefort | Maximilian Karl zu Löwenstein-Wertheim-Rochefort       |  |  |       |  |  |                                  |  |  |                                |  |
|                                                   |                            | Maria Leopoldine Elisabeth Renate zu Löwenstein-Wertheim-Rochefort | Maria Polyxena Khuen von Lichtenberg und Belasi        |  |  |       |  |  |                                  |  |  |                                |  |
|                                                   |                            | Maria Leopoldine Elisabeth Renate zu Löwenstein-Wertheim-Rochefort |                                                        |  |  |       |  |  |                                  |  |  |                                |  |